# Celeste Caeiro
Celeste Martins Caeiro (ur. 2 maja 1933 w Lizbonie, zm. 15 listopada 2024 w Leirii) – portugalska pacyfistka i pracownica restauracji. Najlepiej znana jako kobieta, która 25 kwietnia 1974 roku rozdawała goździki żołnierzom biorącym udział w zamachu stanu przeciwko dyktatorskim rządom Marcelo Caetano. M.in. dzięki jej działaniom zamach ten zaczął być znany w świecie jako rewolucja goździków.

## Życiorys
Jej matka z pochodzenia była Galisyjką, Celeste Caeiro urodziła się jako najmłodsza z trójki rodzeństwa. Nie znała swojego ojca, który opuścił rodzinę wcześnie. W 1974 Celeste Caeiro miała 40 lat, mieszkała w wynajmowanym pokoju w Chiado, pracowała jako szatniarka w restauracji przy ul. Braancamp w Lizbonie. Restauracja 25 kwietnia 1974 miała obchodzić pierwszą rocznicę otwarcia, z tego względu jej właściciele kupili większą liczbę goździków, które mieli wręczać klientkom; klienci mieli otrzymywać po kieliszku Porto. Jako że akurat na ten dzień wypadł zamach stanu, restauracja pozostała zamknięta, kierownik nakazał pracownikom powrót do domów i wręczył im goździki, by zabrali je ze sobą. Każdy z pracowników otrzymał naręcze czerwonych i białych goździków, trzymanych dotąd w magazynie.
W drodze do domu Celeste wsiadła w metro na stacji Rossio i ruszyła do Chiado, gdzie stały już czołgi rewolucjonistów. Podeszła do jednego z czołgów i zapytała jego załogę co się dzieje, na co jeden z żołnierzy miał odpowiedzieć: Idziemy na Carmo, zatrzymać Marcelo Caetano. To rewolucja! Żołnierz poprosił ją o papierosy, jednak nie miała przy sobie żadnych, nie mogła też kupić żołnierzom niczego do jedzenia, bowiem wszystkie sklepy były zamknięte. Zaofiarowała im wobec tego goździki mówiąc: Jeśli chcecie je przyjąć, dla każdego mam po goździku. Żołnierz przyjął kwiat i wetknął go do lufy karabinu (wbrew obiegowej legendzie to nie ona wetknęła kwiat w lufę; byłoby to tym trudniejsze, że Celeste Caeiro ma niewiele ponad półtora metra wzrostu). Celeste ruszyła z Chiado na piechotę, rozdając żołnierzom goździki przez całą drogę aż do stóp Kościoła Męczenników. Wkrótce potem pomysł zaczęli powielać sprzedawcy kwiatów w całym mieście.
Dzięki swoim działaniom Celeste Caeiro stała się znana w Portugalii jako „Celeste od goździków” (port. Celeste dos cravos). W 1999 roku poetka Rosa Guerreiro Dias poświęciła jej wiersz zatytułowany Celeste em Flor.
Celeste Caeiro pracowała do emerytury w różnych restauracjach, w 2016 jej emerytura wynosiła 370 euro i pozwalała jej na wynajem mikroskopijnego mieszkania na zapleczu Avenida da Liberdade. Miała córkę.